# Wacław Kollek
Wacław Antoni Kollek (ur. 1941) – polski inżynier mechanik. Absolwent Politechniki Wrocławskiej. Od 1970, po obronie doktoratu awansowany na stanowisko adiunkta. W roku 1976 obronił habilitację przygotowaną w ośrodkach niemieckich w Stuttgarcie i Aachen i został powołany na stanowisko docenta. Od 1987 profesor na Wydziale Mechanicznym Politechniki Wrocławskiej w roku 1994 został powołany na stanowisko profesora zwyczajnego i dziekan tego wydziału (1999-2005).